# Abitau River
Abitau River är ett vattendrag i Kanada. Det rinner söderut från Abitau Lake i Northwest Territories och mynnar i Tazin Lake i Saskatchewan.